# متلازمة هاليرمان-سترايف
متلازمة هاليرمان-سترايف أو متلازمة هالرمان سترايف هو عيب خلقي يؤثر على النمو وتطور الجمجمة ونمو الشعر ونمو الأسنان. هناك منظمة تدعم الأشخاص المصابين بمتلازمة هالرمان-سترايف هي "شاتينكيندر أي. في." التي مقرها ألمانيا".

## عرض
المرضى الذين يعانون من هذه المتلازمة هم أقصر من الشخص العادي وقد لا ينمو لديهم شعر في أماكن كثيرة، بما في ذلك مناطق الوجه والساق والعانة. يعاني المرضى أيضًا من مشاكل في العين بما في ذلك انخفاض حجم العين واعتام عدسة العين الثنائية والزرق. يمكن أن ترتبط المتلازمة مع توقف التنفس أثناء النوم يمكن أن تؤدي الخصائص الجسدية للمتلازمة إلى صعوبة التنبيب من قِبل المهنيين الطبيين. الذكاء عادة طبيعي.

## السبب
لم يتم تحديد السبب الوراثي لمتلازمة هالرمان سترايف. من المحتمل أن يكون ذلك بسبب طفرة دي نوفو، وقد يرتبط بجين GJA1.

## التشخيص
يعتمد التشخيص على الخصائص والأعراض الجسدية. لا يوجد اختبار جيني سريري ثابت لمتلازمة هالرمان - سترايف، لكن بعض المختبرات تقدم اختبارات جينية بحثية لهذه الحالة.

## العلاج
لا يوجد علاج لمتلازمة هولرمان سترايف. تتركز العلاجات حول الأعراض المعينة لدى كل فرد. تستند التدابير المبكرة إلى ضمان التنفس السليم وتناول المواد الغذائية وقد تشمل ثقب القصبة الهوائية. قد يوصى بإجراء جراحة مبكرة للساد، إلا أن بعض الدراسات تشير إلى أن الاستبانة التلقائية لاعتام عدسة العين تحدث في ما يصل إلى 50% من المرضى غير المعالجين. يوصى بشدة بالقيام بزيارات منتظمة إلى طبيب عيون لمراقبة والتعامل مع مشاكل العين الأخرى، والتي قد تتطلب بعض العمليات الجراحية.
قد تشمل إدارة الحالة أيضًا إعادة البناء الجراحي لبعض التشوهات القحفية الوجهية (خاصة في منطقة الفك السفلي والأنف) في سن مناسبة. بالإضافة إلى ذلك، قد تكون هناك حاجة لإدارة بعض عيوب القلب، مثل الأدوية أو الجراحة.

## مسماة
سميت على اسم عالم العيون الألماني فيلهلم هاليرمان (1909-2005) وعالم العيون الإيطالي - السويسري إنريكو برناردو ستريف (1908-1988)، الذي وصف المتلازمة لأول مرة في عامي 1948 و 1950 على التوالي.